# Association Mégrine Sport
Association Mégrine Sport (arabisch جمعية مقرين الرياضية, DMG ǧamʿiyyat Maqrīn ar-riyāḍiyya) ist ein 1948 gegründeter tunesischer Sportverein aus der Stadt Mégrine, einem südlichen Vorort der Hauptstadt Tunis. Die Fußballmannschaft spielt in der zweiten Liga.
Der Verein wurde unter dem Namen Racing Club de Mégrine gegründet und nahm 1963 den heutigen Namen an. Er verbrachte die meiste Zeit in der zweiten und dritten Liga, nahm aber in den Spielzeiten 1976/77 und 1981/82 an der ersten Liga teil.

## Erfolge
- Zweite Liga (Nord)
  - Meister: 1976, 1981
- Dritte Liga (Nord)
  - Meister: 2005, 2022
- Tunesischer Pokal
  - Achtelfinale: 1971, 1982, 1994
  - Viertelfinale: 1972, 1975, 1979, 1993

## Ehemalige Spieler
- Lassaad Abdelli: entstammt der Jugend des Klubs und spielte später unter anderem für den renommierten Hauptstadtverein Club Africain und Alemannia Aachen sowie für Vereine in Belgien. Er war mehrfacher Nationalspieler.
- Karim Aouadhi: Sohn der Stadt und ehemaliger Spieler des Klubs. Elfmaliger tunesischer Nationalspieler, der mit Club Africain, Étoile Sportive du Sahel und Espérance Sportive de Tunis mehrere Titel gewann. Er stand außerdem bei Fortuna Düsseldorf unter Vertrag.
- Mohamed Salah Jedidi: galt als einer der besten tunesischen Stürmer der 1950er- und 1960er-Jahre. Der zweimalige Torschützenkönig der Championnat de Tunisie gehört mit weit über 100 erzielten Treffern zu den erfolgreichsten Torjägern von Club Africain, wo er über ein Jahrzehnt aktiv war. 1969 wechselte er zur Association Mégrine Sport, wo er seine letzte Saison als Spieler absolvierte, bevor er den Klub als Trainer übernahm. Auch für die Tunesische Fußballnationalmannschaft war er aktiv.
- Sami Laaroussi: begann seine Karriere bei der Association Mégrine Sport und spielte später unter anderem für Espérance Sportive de Tunis, US Monastir, CS Hammam-Lif sowie in den VAE für Al-Wahda. Er gewann mehrere nationale und internationale Titel, darunter den CAF Confederation Cup, den Afrikapokal der Pokalsieger und wurde 1997 Torschützenkönig der Championnat de Tunisie.

## Stadtderby
Association Mégrine Sport trägt sein traditionelles Stadtderby gegen den benachbarten Verein CS Cheminots aus.

## Handball
Die Frauen-Handballmannschaft spielt in der ersten Liga und gewann 1995 den tunesischen Pokal.